# Никола Божић
Никола Божић Југ (Ступовача, код Кутине, 1. мај 1910 — Грачанице, код Кутине, 23. децембар 1942) био је учесник Народноослободилачке борбе и народни херој Југославије.

## Биографија
Рођен је 1. маја 1910. године у селу Ступовача код Кутине.
До одласка у војску 1931. године бавио се земљорадњом, а након тога до Априлског рата 1941. радио је у служби граничних трупа.
Учесник Народноослободилачке борбе је од 1941. године. Учествовао је у припремању оружаног устанка у Мославини. Крајем 1941. придружио се борцима Мославачке партизанске чете. Члан Комунистичке партије Југославије постао је средином 1942. године. У јесен 1942. године постао је оперативни официр Мославачког одреда.
Погинуо је 23. децембра 1942. године код села Грачанице, приликом напада на немачки железнички оклопни воз.
Указом председника Федеративне Народне Републике Југославије Јосипа Броза Тита, 24. јула 1953. године, проглашен је за народног хероја.